# Jeanne Pinot
Pour les articles homonymes, voir Pinot.
Jeanne Pinot, ou parfois Jane Pinot, née le 14 juin 1872 à Misy-sur-Yonne et morte le 27 janvier 1929 à Levallois-Perret, est une peintre française. Elle a été remarquée principalement pour ses pastels.

## Biographie
Jeanne Berthe Pinot naît en 1872 à Misy-sur-Yonne (Seine-et-Marne), de Yvonne Marie Courtin et son époux Jean Émile Pinot, marchand de meubles à Paris.
Elle devient élève de Ferdinand Humbert, François Rivoire, Eugène Thirion et Frédérique Vallet-Bisson. Elle expose de 1897 jusqu'en 1920.
Elle demeure à Neuilly-sur-Seine quand elle débute au Salon de 1897 avec un portrait de femme au fusain, et l'année suivante avec Femme en prière et Endormie. En 1899, année où elle devient sociétaire des artistes français, elle présente son premier pastel, Parisienne, et utilise dès lors cette technique préférentiellement, même si elle produit parfois des huiles comme La Fileuse (Salon de 1906) ou Hotte de cerises (Salon de 1914). Elle reçoit une mention honorable en 1900 pour son pastel Pour la fête de la grand-mère. Son pastel Portrait de Mme H. en 1903, par exemple, est loué pour « un remarquable discernement de la couleur et de l'effet ». Elle accroche au Salon au moins jusqu'en 1920.
Elle participe au salon de l'Union des femmes peintres et sculpteurs en 1898 (fleurs), 1899 (Une femme en prière), 1900, 1902 (natures mortes), 1903, 1904 (fleurs, et portrait), 1906 (portraits), 1907 (portraits, et chemineau) et 1908 (Toussaint, et un portrait) au moins.
La critique relève le charme de ses pastels mais aussi la psychologie de ses portraits : « Oh! la fine et pénétrante psychologie de ses deux portraits et de son vieux chemineau qui se traîne par les sentiers de la vie sans autre but que de mourir de la lassitude de l'errance… pauvre bougre aux yeux troubles, reflétant des songeries obscures et peut-être mauvaises, pèlerin de la route dont il fût jadis roi ».
En 1901 et 1902, elle devient la 13e membre des XII à la Bodinière, collectif regroupant des artistes femmes de différentes nationalités, au théâtre de la Bodinière à Paris.
Elle est au salon Lorrain en 1901 (Le Réveil, Le Liseron).
Elle est nommée Officière de l'Instruction publique en 1903.
Après 1903, elle réside 89 rue Vaugirard à Paris, puis en 1912 s'installe à Thorigny-sur-Marne, et en 1914 à Levallois-Perret où elle meurt en 1929 à l'âge de 56 ans, chez sa mère,. Elle est inhumée au cimetière du Père-Lachaise.

## Œuvres exposées

### Salon des artistes français
- Portrait de Mme P…, fusain, 1897
- Femme en prière, fusain, 1898
- Endormie, fusain, 1898
- Parisienne, pastel, 1899
- Pour la fête de la grand-mère, pastel, 1900
- Ophélie, pastel, 1901
- Parfum mystique, pastel, 1901
- Portraits d'enfants, pastel, 1902
- Griselidis, pastel, 1902
- Portrait de Mme H***, pastel, 1903
- Suzette, pastel, 1903
- Portrait de Mme Geoffroy, pastel, 1905
- La Fileuse, 1906[n 2]
- Méditation, pastel, 1907
- Retour du verger, pastel, 1908
- Que dira maman ?, pastel, 1908
- Portrait de Mme L…, pastel, 1909
- En prière, pastel, 1910
- Coin d'atelier au soir, pastel, 1911
- L'Écheveau emmêlé, pastel, 1912
- Pour eux !, pastel, 1912
- Retour de vendange, pastel, 1913
- Hotte de cerises, huile, 1914
- Portrait de Jacques M…, pastel, 1914
- Résignation, pastel, 1920

### Salon de l'Union des femmes peintres et sculpteurs
- Une femme en prière, fusain, 1899[8]
- Petite fille, 1900 (sans doute Pour la fête de la grand-mère exposée aussi au Salon)
- Suzette, pastel, 1903
- Tête de jeune femme, 1904
- Toussaint, 1908[9]

## Œuvres dans les collections publiques
- Au Chili, le Musée Municipal des Beaux-Arts (es) de Valparaíso (MMBAV) possède six de ses pastels :

|  | Chrysanthèmes      | pastel | 104 × 75 cm | MMBAV |
|  | Démêlage           | pastel | 80 × 75 cm  | MMBAV |
|  | Corbeille de roses | pastel | 88 × 60 cm  | MMBAV |
|  | Nu d'or            | pastel | 81 × 55 cm  | MMBAV |
|  | Femme aux roses    | pastel | 100 × 65 cm | MMBAV |
|  | Enfant en rouge    | pastel | 43 × 37 cm  | MMBAV |

- À Paris, le CNAP détient une nature morte, pastel sur papier 45,5 × 65 cm, achat de l'État à l'artiste en 1909[17].

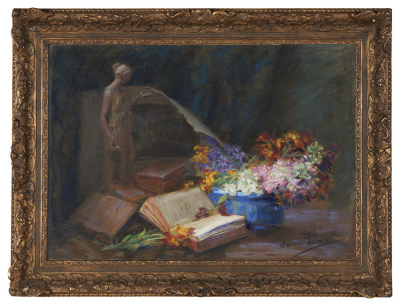
Nature morte (pastel), vers 1909, CNAP.

- Le musée de Laon détient Suzette, pastel, 1903 (don d'Alphonse de Rothschild)[18],[19].Jeanne Pinot, Suzette, 1903.

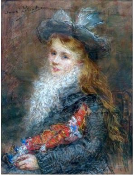
Jeanne Pinot, Suzette, 1903.

## Autres œuvres connues

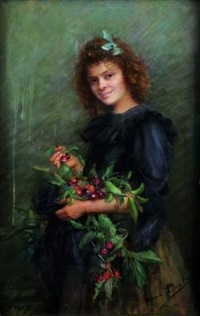
La jeune fille aux cerises, non datée.
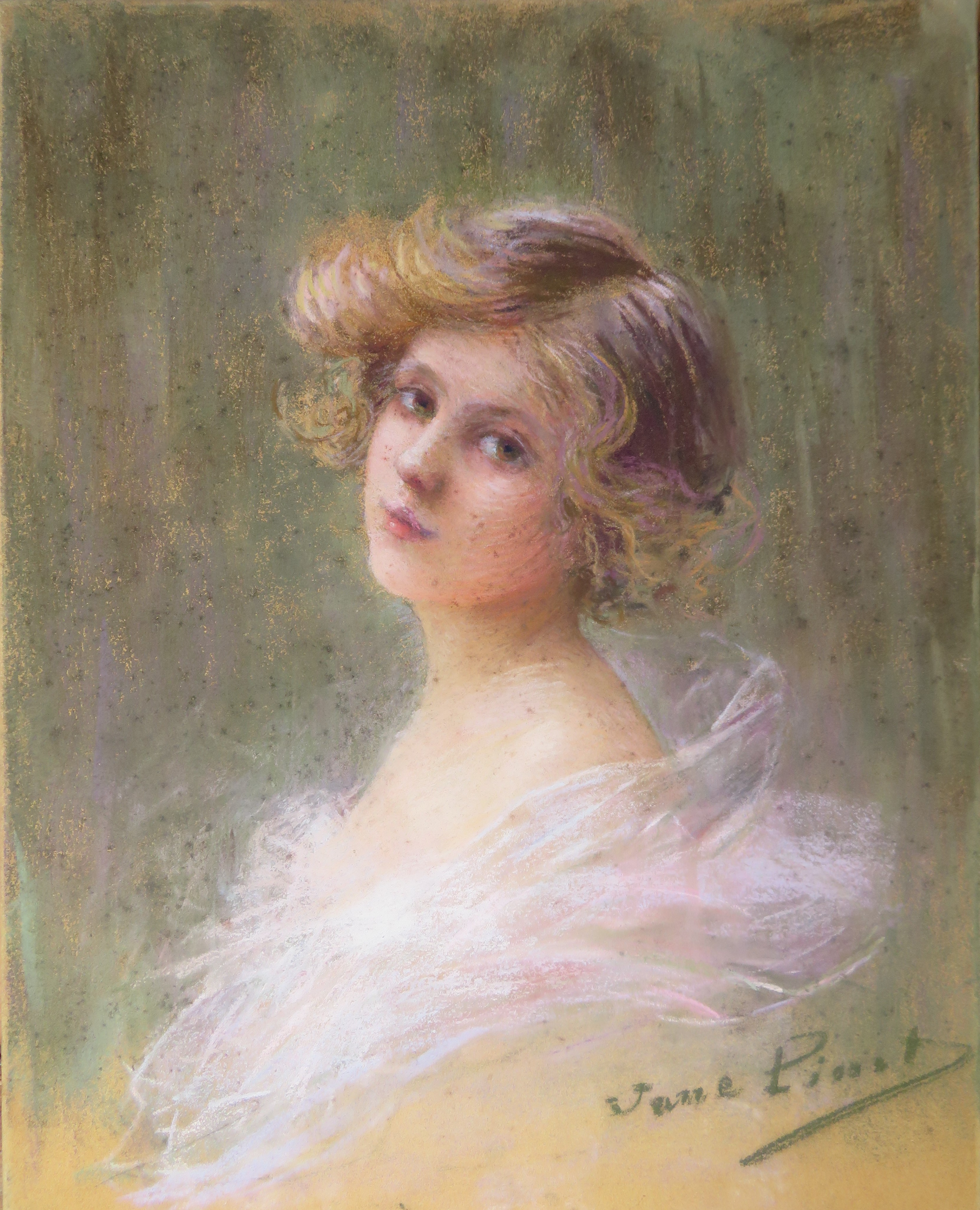
Jeune femme blonde, pastel, vers 1900.
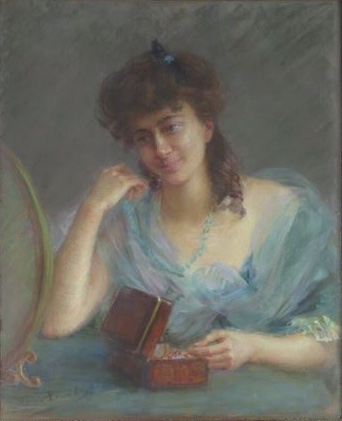
Femme aux bijoux, non daté.